# San Celso

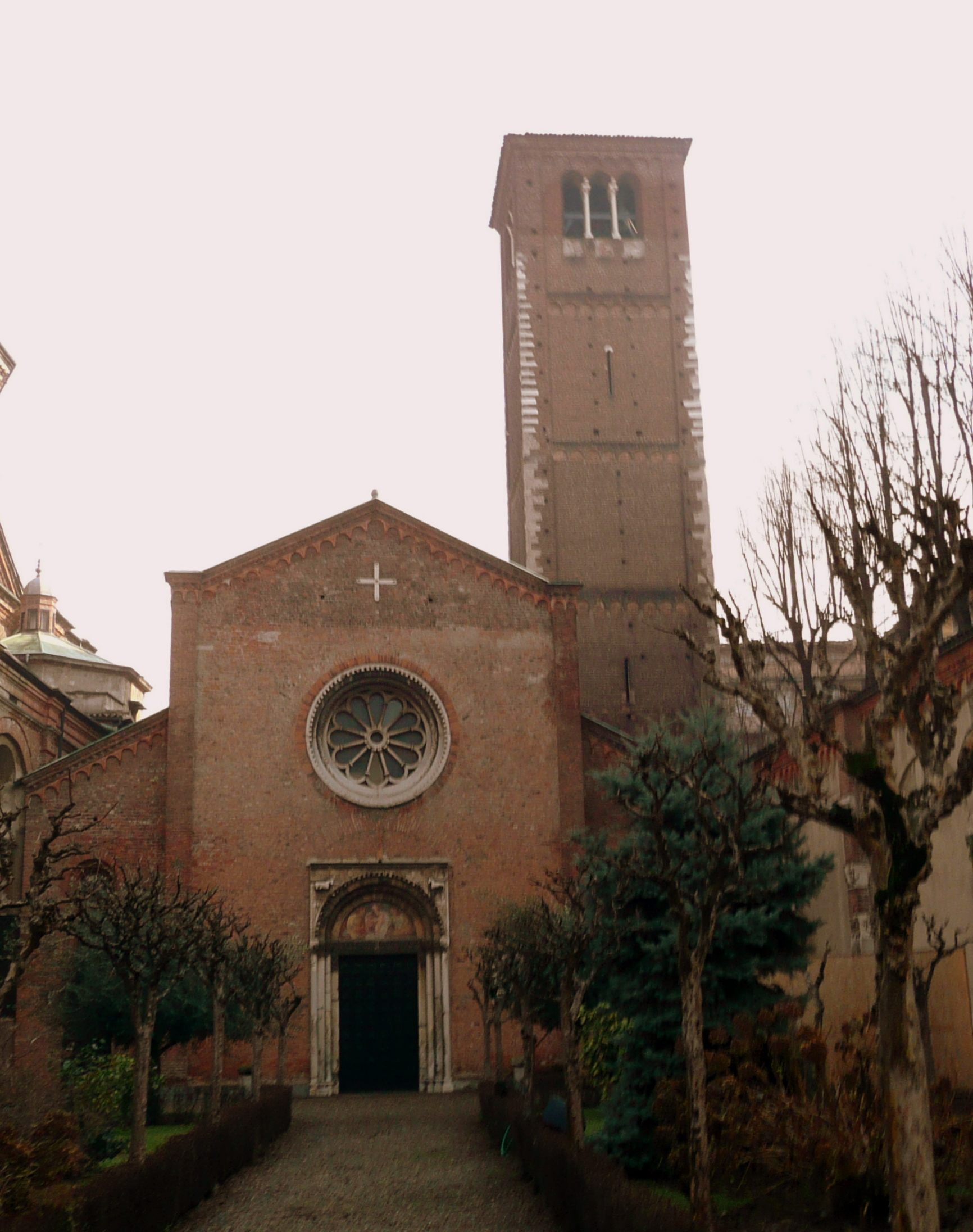
San Celso

A San Celso (Corso Italia, a Santa Maria presso San Celso szomszédságában) egy milánói templom.

## Története
A román stílusban épült templomot a 10. században alapították, azon a helyen, ahol Szent Nazarus és Szent Celsus vértanúkat kivégezték. Egyszerű homlokzata három részre tagolódik és egy, a vértanúk életéből vett jelenetekkel tarkított portál díszíti. A főhomlokzat újabb építésű, mivel omlásveszély miatt a régit 1818-ban le kellett bontani. Az új homlokzat 1850-re készült el az eredeti stílus jegyében.

## Leírása
A templom háromhajós, pilléreinek oszlopfői gazdagon díszítettek. Nagy félkör alakú szentélyében fent frízzel díszített párkány fut körbe. A szentély melletti egyik fülkében látható freskó (Madonna a gyermek Jézussal) a 11. századból való és a milánói román kori festészet kevés számú emlékei közé tartozik. A templom előtti lapidáriumban római és középkori kőemlékek láthatók.